# Oak Hill, Kansas
Oak Hill är en ort i Clay County i Kansas. Vid 2010 års folkräkning hade Oak Hill 24 invånare.